# 5.ª etapa do Giro d'Italia de 2017
A 5ª etapa do Giro d'Italia de 2017 teve lugar em 10 de maio de 2017 entre Pedara e Messina sobre um percurso de 159 km.

## Classificação da etapa
| \| Classificação por etapas \| Classificação por etapas \| Classificação por etapas \| Classificação por etapas \| Classificação por etapas \| \| Ciclista \| Ciclista \| Equipe \| Tempo \| \| \| ------------------------ \| ------------------------ \| ----------------------------- \| ------------------------ \| ------------------------ \| \| 1. \| Fernando Gaviria \| Quick-Step Floors \| 3h40m11s \| \| \| 2. \| Jakub Mareczko \| Wilier Triestina-Selle Italia \| + 0s \| \| \| 3. \| Sam Bennett \| Bora-Hansgrohe \| + 0s \| \| \| 4. \| André Greipel \| Lotto-Soudal \| + 0s \| \| \| 5. \| Phil Bauhaus \| Team Sunweb \| + 0s \| \| \| 6. \| Kristian Sbaragli \| Dimension Data \| + 0s \| \| \| 7. \| Ryan Gibbons \| Dimension Data \| + 0s \| \| \| 8. \| Roberto Ferrari \| UAE Team Emirates \| + 0s \| \| \| 9. \| Jasper Stuyven \| Trek-Segafredo \| + 0s \| \| \| 10. \| Enrico Battaglin \| LottoNL-Jumbo \| + 0s \| \| |                   |                               |          |
| |                   |                               |          |
| Fonte: ProCyclingStats |                   |                               |          |
| Classificação por etapas |                   |                               |          |
| Ciclista | Ciclista          | Equipe                        | Tempo    |
| 1. | Fernando Gaviria  | Quick-Step Floors             | 3h40m11s |
| 2. | Jakub Mareczko    | Wilier Triestina-Selle Italia | + 0s     |
| 3. | Sam Bennett       | Bora-Hansgrohe                | + 0s     |
| 4. | André Greipel     | Lotto-Soudal                  | + 0s     |
| 5. | Phil Bauhaus      | Team Sunweb                   | + 0s     |
| 6. | Kristian Sbaragli | Dimension Data                | + 0s     |
| 7. | Ryan Gibbons      | Dimension Data                | + 0s     |
| 8. | Roberto Ferrari   | UAE Team Emirates             | + 0s     |
| 9. | Jasper Stuyven    | Trek-Segafredo                | + 0s     |
| 10. | Enrico Battaglin  | LottoNL-Jumbo                 | + 0s     |

## Classificações ao final da etapa

### Classificação geral
| \| Classificação geral \| Classificação geral \| Classificação geral \| Classificação geral \| Classificação geral \| \| Ciclista \| Ciclista \| Equipe \| Tempo \| \| \| ------------------- \| ------------------- \| ------------------- \| ------------------- \| ------------------- \| \| 1. \| Bob Jungels \| Quick-Step Floors \| 23h22m07s \| \| \| 2. \| Geraint Thomas \| Team Sky \| + 6s \| \| \| 3. \| Adam Yates \| Orica-Scott \| + 10s \| \| \| 4. \| Domenico Pozzovivo \| AG2R La Mondiale \| + 10s \| \| \| 5. \| Vincenzo Nibali \| Bahrain-Merida \| + 10s \| \| \| 6. \| Tom Dumoulin \| Team Sunweb \| + 10s \| \| \| 7. \| Nairo Quintana \| Movistar Team \| + 10s \| \| \| 8. \| Bauke Mollema \| Trek-Segafredo \| + 10s \| \| \| 9. \| Tejay van Garderen \| BMC Racing Team \| + 10s \| \| \| 10. \| Andrey Amador \| Movistar Team \| + 10s \| \| |                    |                   |           |
| |                    |                   |           |
| Fonte: ProCyclingStats |                    |                   |           |
| Classificação geral |                    |                   |           |
| Ciclista | Ciclista           | Equipe            | Tempo     |
| 1. | Bob Jungels        | Quick-Step Floors | 23h22m07s |
| 2. | Geraint Thomas     | Team Sky          | + 6s      |
| 3. | Adam Yates         | Orica-Scott       | + 10s     |
| 4. | Domenico Pozzovivo | AG2R La Mondiale  | + 10s     |
| 5. | Vincenzo Nibali    | Bahrain-Merida    | + 10s     |
| 6. | Tom Dumoulin       | Team Sunweb       | + 10s     |
| 7. | Nairo Quintana     | Movistar Team     | + 10s     |
| 8. | Bauke Mollema      | Trek-Segafredo    | + 10s     |
| 9. | Tejay van Garderen | BMC Racing Team   | + 10s     |
| 10. | Andrey Amador      | Movistar Team     | + 10s     |

### Classificação por pontos
| Classificação por pontos | Classificação por pontos | Classificação por pontos      | Classificação por pontos | Classificação por pontos |
| Ciclista                 | Ciclista                 | Equipe                        | Pontos                   |                          |
| ------------------------ | ------------------------ | ----------------------------- | ------------------------ | ------------------------ |
| 1.                       | Fernando Gaviria         | Quick-Step Floors             | 138 pts                  |                          |
| 2.                       | André Greipel            | Lotto-Soudal                  | 99 pts                   |                          |
| 3.                       | Kristian Sbaragli        | Dimension Data                | 76 pts                   |                          |
| 4.                       | Daniel Teklehaimanot     | Dimension Data                | 74 pts                   |                          |
| 5.                       | Jasper Stuyven           | Trek-Segafredo                | 62 pts                   |                          |
| 6.                       | Eugert Zhupa             | Wilier Triestina-Selle Italia | 60 pts                   |                          |
| 7.                       | Lukas Pöstlberger        | Bora-Hansgrohe                | 51 pts                   |                          |
| 8.                       | Caleb Ewan               | Orica-Scott                   | 50 pts                   |                          |
| 9.                       | Roberto Ferrari          | UAE Team Emirates             | 46 pts                   |                          |
| 10.                      | Giacomo Nizzolo          | Trek-Segafredo                | 43 pts                   |                          |

### Classificações por equipas

#### Classificação por tempo
| Classificação por equipes | Classificação por equipes | Classificação por equipes | Classificação por equipes |
| Equipe                    | Equipe                    | Tempo                     |                           |
| ------------------------- | ------------------------- | ------------------------- | ------------------------- |
| 1.                        | Cannondale-Drapac         | 70h06m51s                 |                           |
| 2.                        | UAE Team Emirates         | + 7s                      |                           |
| 3.                        | Movistar Team             | + 36s                     |                           |
| 4.                        | Astana                    | + 3m03s                   |                           |
| 5.                        | Bahrain-Merida            | + 3m20s                   |                           |
| 6.                        | AG2R La Mondiale          | + 5m07s                   |                           |
| 7.                        | Team Sunweb               | + 7m20s                   |                           |
| 8.                        | Sky                       | + 7m20s                   |                           |
| 9.                        | FDJ                       | + 8m46s                   |                           |
| 10.                       | Trek-Segafredo            | + 9m59s                   |                           |

#### Classificação por pontos
| Classificação por equipes | Classificação por equipes     | Classificação por equipes | Classificação por equipes |
| Equipe                    | Equipe                        | Pontos                    |                           |
| ------------------------- | ----------------------------- | ------------------------- | ------------------------- |
| 1.                        | Quick-Step Floors             | 168 pts                   |                           |
| 2.                        | UAE Team Emirates             | 135 pts                   |                           |
| 3.                        | Dimension Data                | 133 pts                   |                           |
| 4.                        | Bora-Hansgrohe                | 127 pts                   |                           |
| 5.                        | Trek-Segafredo                | 102 pts                   |                           |
| 6.                        | Lotto-Soudal                  | 99 pts                    |                           |
| 7.                        | Wilier Triestina-Selle Italia | 67 pts                    |                           |
| 8.                        | Orica-Scott                   | 61 pts                    |                           |
| 9.                        | Gazprom-RusVelo               | 49 pts                    |                           |
| 10.                       | Katusha-Alpecin               | 46 pts                    |                           |